# Ocean Shores (Washington)
Ocean Shores ist eine City im Grays Harbor County im Bundesstaat Washington (Vereinigte Staaten). Im Jahr 2000 hatte die Ortschaft 3836 Einwohner.

## Geschichte
Schon vor der Ankunft der europäischen Entdecker und Siedler war die Halbinsel durch zu den Chinook gehörenden Chehalis- und Quinault-Indianerstämme zum Handel und zu anderen Zwecken genutzt worden.
Am 7. Mai 1792 fuhr der Seefahrer Robert Gray in die Bucht ein und nannte sie Bullfinch Harbor. Später wurde diese Bucht durch George Vancouver zu Ehren von Kapitän Gray in Gray’s Harbor umbenannt. Der erste bekannte weiße Siedler auf der Halbinsel war Matthew McGee, der sich in den frühen 1860er Jahren ansiedelte. Er verkaufte den südlichen Teil der Halbinsel 1878 an A. O. Damon, der einen Handelsposten aufbaute, einschließlich eines Anlegestegs zum Oyehut-Kanal. Damon übernahm von McGee dann die ganze Halbinsel und vererbte sie später an seinen Enkel Ralph Minard, der das Gebiet von 1929 ab bis zum Verkauf an die Ocean Shores Development Corporation im Jahre 1960 für eine Million US-Dollar zur Rinderzucht nutzte.
Zu diesem Zeitpunkt erwog die Regierung des Bundesstaates die Legalisierung verschiedener Formen des Glücksspiels. In Erwartung einer rasanten Entwicklung begann die Ocean Shores Development Corporation mit dem Verkauf von Grundstücken in einem in den Dünen geparkten Wohnwagen. Schon bald verbreitete sich die Nachricht von einem möglichen Boom von Ocean Shores. Der Grundstückspreis begann bei 595 US-Dollar pro Parzelle, und diese wurden ungesehen aufgrund der Lagepläne verkauft. Die Zahl der verkauften Parzellen stieg, und die Preise gingen nach oben. Grenzsteine wurden aber erst gelegt und die Parzellen bezeichnet, als die Bauarbeiten für das ausgedehnte Straßensystem auf der Halbinsel begannen. Im ersten Jahr wurden 25 Wohnhäuser errichtet, und deren Eigentümer wurden Gründungsmitglieder des Ocean Shores Community Clubs.
Mit fortschreitender Entwicklung brachte der Eigentümer des Ginny Simms Restaurant and Nightclubs die Hollywoodberühmtheiten ins Spiel. Bei der Eröffnung flogen eine Reihe von Hollywoodstars ein, und mehr als 10.000 Menschen kamen an den Flugplatz Bowerman, um diese zu sehen.
Im Dezember 1960 wurden 25 Meilen Kanäle geplant, ein Sechs-Loch-Golfplatz eröffnet und eine Mall entstand. Der Bauboom des Jahres 1961 brachte Motels, drei Restaurants und einen Flugplatz, die auf dem sandigen Grund der Halbinsel errichtet wurden. Die Marina wurde 1963 eröffnet und die SS Catala von Kalifornien hergebacht und als „Boatel“ vertäut. Zwei Jahre später setzte ein südwestlicher Wintersturm sie auf Grund und das Schiff war für viele Jahre eines der bekanntesten Wracks an der Küste Washingtons. 1966 wurden die bekannten Tore an der Stadteinfahrt gebaut.
Pat Boone ließ sich 1967 hier nieder, wurde Aktionär von Ocean Shores Estates Incorporated und organisierte Celebrity-Golfturniere, die Werbung für Ocean Shores machen sollten.
1969 wurde Ocean Shores zur „reichsten Kleinstadt“ erklärt und hatte 900 ständige Einwohner. Im darauffolgenden Jahr erfolgte die Stadtgründung, und eine Planungskommission begann mit ihrer Arbeit. Die erste Schule der City eröffnete 1971 und die Asphaltierung der Straßen wurde vorangetrieben.
Während der 1980er Jahre kämpfte die Stadt mit verschiedenen Rückschlägen durch die wirtschaftliche Rezession Washingtons; nach deren Überwindung in den 1990er Jahren erholte sich die Geschäftslage und die Zahl der Neubauten nahm zu.
Der Preis für die Parzellen reichte Anfang 2007 von 25.000 US-Dollar bis zu mehreren hunderttausend US-Dollar für Parzellen am Strand.

## Geographie
Die City von Ocean Shores liegt auf den nördlichen Halbinsel, die an Point Brown endet und Grays Harbor vom Pazifischen Ozean trennt.
Nach den Angaben des United States Census Bureaus hat der Ort eine Fläche von 31,3 km², wovon 22,4 km² Land und 8,9 km² (= 28,5 %) auf Wasser entfallen.

## Demographie
Zum Zeitpunkt des United States Census 2000 bewohnten 3836 Personen die Stadt. Die Bevölkerungsdichte betrug 171,6 Personen pro km². Es gab 3170 Wohneinheiten, durchschnittlich 141,8 pro km². Die Bevölkerung von Ocean Shores bestand zu 92,44 % aus Weißen, 0,60 % Schwarzen oder African American, 2,19 % Native American, 1,23 % Asian, 0,1 % Pacific Islander. 0,81 % gaben an, anderen Rassen anzugehören und 2,63 % nannten zwei oder mehr Rassen. 1,75 % der Bevölkerung erklärten, Hispanos oder Latinos jeglicher Rasse zu sein.
Die Bewohner Ocean Shores' verteilten sich auf 1789 Haushalte, von denen in 17,8 % Kinder unter 18 Jahren lebten. 56,7 % der Haushalte stellen Verheiratete, 7,1 % hatten einen weiblichen Haushaltsvorstand ohne Ehemann und 33,0 % bildeten keine Familien. 27,7 % der Haushalte bestanden aus Einzelpersonen und in 12,6 % aller Haushalte lebte jemand im Alter von 65 Jahren oder mehr alleine. Die durchschnittliche Haushaltsgröße betrug 2,14 und die durchschnittlichen Familiengröße 2,55 Personen.
Die Stadtbevölkerung verteilte sich auf 16,8 % Minderjährige, 4,6 % 18–24-Jährige, 18,9 % 25–44-Jährige, 31,7 % 45–64-Jährige und 28 % im Alter von 65 Jahren oder mehr. Das Durchschnittsalter betrug 52 Jahre. Auf jeweils 100 Frauen entfielen 93,4 Männer. Bei den über 18-Jährigen entfielen auf 100 Frauen 91,6 Männer.
Das mittlere Haushaltseinkommen in Ocean Shores betrug 34.643 US-Dollar und das mittlere Familieneinkommen erreichte die Höhe von 38.520 US-Dollar. Das Durchschnittseinkommen der Männer betrug 31.371 US-Dollar, gegenüber 25.393 US-Dollar bei den Frauen. Das Pro-Kopf-Einkommen in Ocean Shores betrug 19.192 US-Dollar. 12,4 % der Bevölkerung und 9,8 % der Familien hatten ein Einkommen unterhalb der Armutsgrenze, davon waren 22,1 % der Minderjährigen und 3,8 % der Altersgruppe 65 Jahre und mehr betroffen.

## Death on the Fourth of July
Das Buch Death on the Fourth of July dokumentiert eine rassistisch motivierte Tötung in Ocean Shores am 4. Juli 2000. Eine Gruppe junger Amerikaner asiatischer Herkunft verbrachte das Feiertags-Wochenende in Ocean Shores, als sie von einer Gruppe Weißer attackiert wurden, die sich über das Wochenende die Zeit damit vertrieben hatten, Nicht-Weiße zu schikanieren. Einer der Asiaten setzte sich zur Wehr und tötete den Anführer der weißen Rassisten durch Erstechen. Der Täter wurde verhaftet und wegen Mordes angeklagt. Das Verfahren endete mit einer uneinigen Jury, 11:1 zugunsten eines Freispruches. Die Ankläger entschlossen sich, den Fall nicht neu zu eröffnen.